# Monte Bowlin
Il Monte Bowlin (in lingua inglese: Mount Bowlin) è una montagna antartica, alta 2.230 m, situata tra la bocca del Ghiacciaio Van Reeth e quella del Ghiacciaio Robison, nei Monti della Regina Maud, in Antartide. 
Fu scoperto nel dicembre 1934 da un gruppo geologico guidato da Quin Blackburn, che faceva parte della seconda spedizione antartica dell'esploratore polare statunitense Byrd.
La denominazione fu assegnata dallo stesso Byrd in onore di William H. Bowlin, uno dei piloti di aerei della spedizione.